# 俵屋旅館

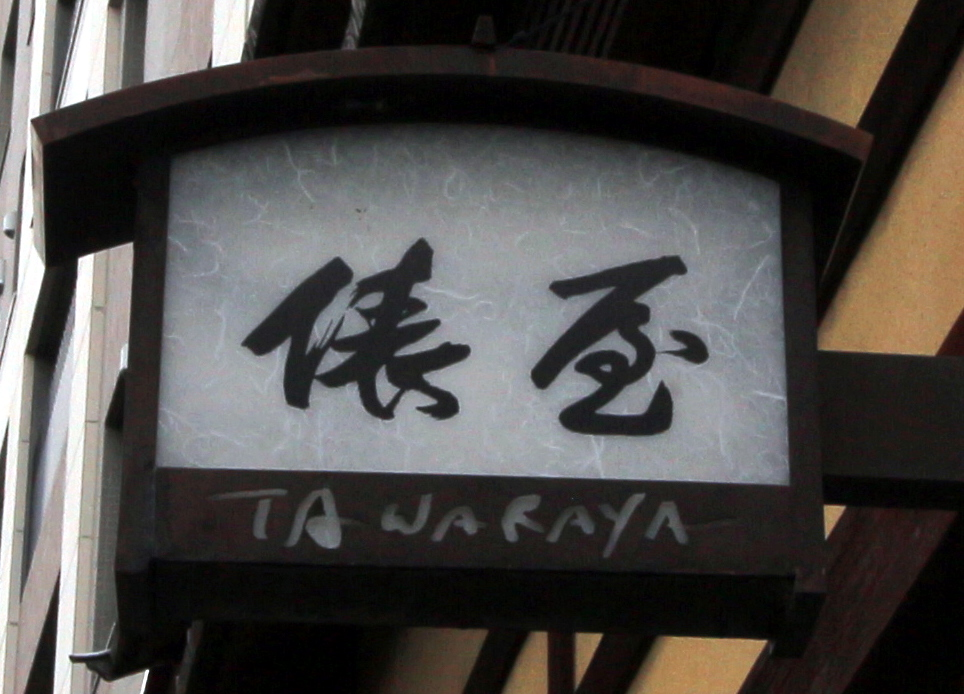
俵屋旅館

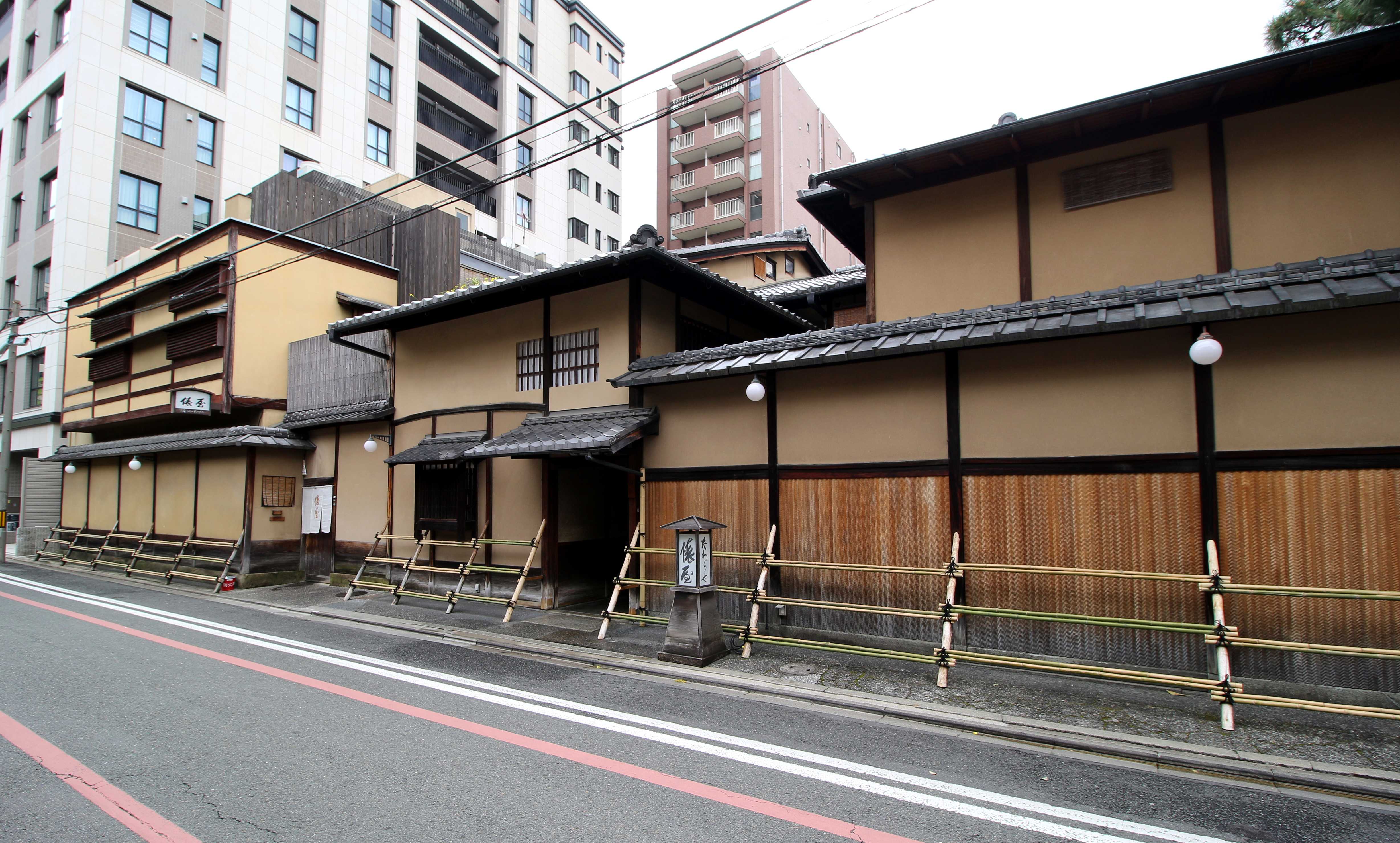
俵屋旅館

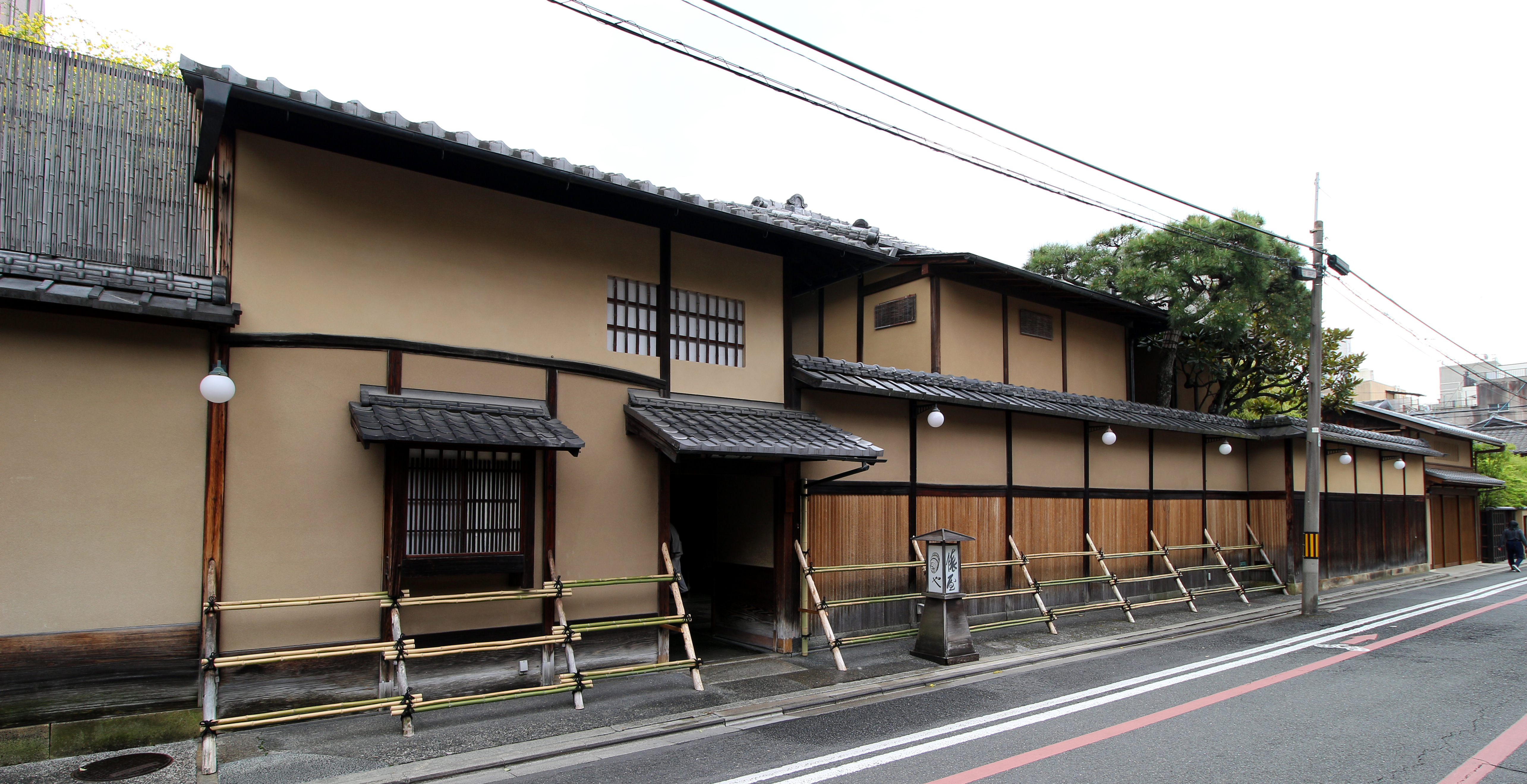
俵屋旅館

俵屋旅館（たわらやりょかん）は、京都府京都市にある旅館。1704年創業。京都に現存する最古の旅館として知られる。禁門の変で消失した後に再建された建物は、1999年に国の登録有形文化財に登録。

## 概要
島根県浜田市にあった呉服問屋が京都市内に支店を出し、本業の傍ら藩士たちに宿を提供するうちに、そちらのほうが本業となる。

## 沿革
1958年に本館増築部、1965年に新館を竣工。

### 歴代主人
- 第11代主人 - 佐藤年。京都生まれ。学習院大学文学部卒業。俵屋旅館専務取締役を経て1965年、俵屋旅館代表取締役就任[3]。夫は写真家で京都市立芸術大学教授のアーネスト・サトウ (写真家)、子は芸術学者で同志社大学教授の佐藤守弘。

## 交通アクセス
- J R京都駅からタクシー15分
- 地下鉄烏丸御池駅から3km
- 市バス河原町三条から2km

## 逸話
- トミー・リー・ジョーンズ - 1999年に俵屋旅館が火事になったとき、偶然宿泊していた。鎮火後に「火事が消えたのならあの部屋に戻りたい」と言い出したとされる[4]。

## 参照
- アーキテクツ・ホスピタリティ／1　─　建築家の名作ホテルと旅館に学ぶ｜TOTO通信
- 「ザ・プレミアム 「京都　ふしぎの宿の物語」」 － NHKBSプレミアム、2015年8月13日放映